# Groenendael
Groenendael je dlouhosrstá varieta belgického ovčáka, charakteristická černou barvou srsti. Původ názvu je podle městečka Groenendael, kde v 19. století začal jejich chov. Za zakladatele plemene je pokládán chovatel Nikolas Rose, který vyšlechtění Groenendaela věnoval celý život. Varieta byla získána řízenou selekcí psů s dlouhou černou srstí.
Groenendael je pes střední velikosti. Má vyváženou tělesnou stavbu, ušlechtilý vzhled a příjemný výraz. Hlava je čistě vymodelovaná, nepříliš dlouhá, čenich má stejnou délku jako mozková část lebky a má rovný tvar. Krk je mohutný, protáhlý, pozvolně přecházející v protáhlý trup. Ocas je u kořene silný, v klidu lehce zahnutý, v akci by se neměl zatáčet do kroužku. Srst je středně tvrdá, s dobře vyvinutou podsadou. Samci mají srst delší.
Groenendael je nebojácný hlídač a ochránce rodiny, je temperamentní a vyžaduje dostatek pohybu a práce.

## Další druhy belgických ovčáků
- Lakenois
- Tervueren
- Malinois